# Minettia subvittata
Minettia subvittata är en tvåvingeart som först beskrevs av Friedrich Hermann Loew 1847.  Minettia subvittata ingår i släktet Minettia och familjen lövflugor. Inga underarter finns listade i Catalogue of Life.